# Macrothumia kuhlmannii
Macrothumia kuhlmannii là một loài thực vật có hoa trong họ Liễu. Loài này được (Sleumer) Alford mô tả khoa học đầu tiên năm 2006.